# Onthophagus martelli
Onthophagus martelli är en skalbaggsart som beskrevs av Frey 1972. Onthophagus martelli ingår i släktet Onthophagus och familjen bladhorningar. Inga underarter finns listade i Catalogue of Life.